# Мал хатун
Рабия Бала Мал хатун (на турски: Mal Hâtun), също Малхун хатун и Мала хатун, е съпругата на първия османски владетел и основател на Османската империя Осман I и майка на неговия син и наследник Орхан I и Алаеддин паша.

## Биография
Единствените достоверни източници, от които се черпи информация за живота ѝ, са дарителските документи за създаваните вакъфи. В един такъв документ от 1324 г., написан на персийски език, се споменават членове на семейството на Осман I, сред които и Мал хатун, посочена като дъщеря на Юмер бей. Според историка Лесли Пиърс неговата титла бей указва за високия му статус.

Мал хатун е персонаж от „Сънищата на Осман“, легенда за живота на основателя на Османската империя, разказана за първи път 150 години след смъртта му. В тази легенда Мал хатун е обявена за дъщеря на влиятелния шейх Едебали като се смята, че за нейния персонаж са използвани образите на две исторически личности – действителната Мал хатун и дъщерята на шейха Едебали. Историята за голямата любов на Осман към Мал хатун е любима тема на османските автори, които придават голямо значение на мита за живота на Осман I.